# Giovanni Battista Mazzini
Giovanni Battista Mazzini, o Mazini, o Magini o Masini (Brescia, 1677 – Padova, 24 maggio 1743), è stato un medico e matematico italiano, tra i più accesi sostenitori della iatromeccanica.

## Opere
- Congetture fisico-meccaniche intorno le figure delle particelle componenti il ferro, Brescia, Giovanni Maria Rizzardi, 1714.
- (LA) Mechanices morborum, vol. 1, Brescia, Giovanni Maria Rizzardi, 1723.
- (LA) Mechanices morborum, vol. 2, Brescia, Giovanni Maria Rizzardi, 1725.
- (LA) Mechanica medicamentorum, Brescia, Giovanni Maria Rizzardi, 1734.